# Charlotte Moore Sitterly
Charlotte Moore Sitterly (Ercildoun, 24 settembre 1898 – Washington, 3 marzo 1990) è stata un'astronoma statunitense.
Nel 1920 si laureò presso lo Swarthmore College ed in seguito si trasferì all'Università di Princeton per assumere il ruolo di assistente del noto astronomo Henry Norris Russell. In questo periodo lavorò principalmente in due osservatori: quelli dell'Università di Princeton e del Monte Wilson. Dedicò i propri studi alla spettroscopia solare analizzando le linee dello spettro solare riuscendo ad identificare alcuni elementi chimici nel sole. Nel 1931 ottenne un Dottorato in Astronomia all'Università di Berkeley in California e fece quindi ritorno a Princeton.
In questa seconda permanenza all'Università di Princeton incontrò ed in seguito sposò il professore di Fisica Bancroft W.Sitterly. Nel 1945 entrò a far parte del National Institute of Standards and Technology (NBS). I lavori da lei pubblicati per questo Istituto sono stati per decenni fonti essenziali di riferimento nell'ambito della spettroscopia.

## Onorificenze
- Annie J. Cannon Award (1937)
- William F. Meggers Award della Optical Society of America (1972)
- Bruce Medal (1990)

L'asteroide 2110 Moore-Sitterly è stato chiamato così in suo onore.